# Sharon Turner

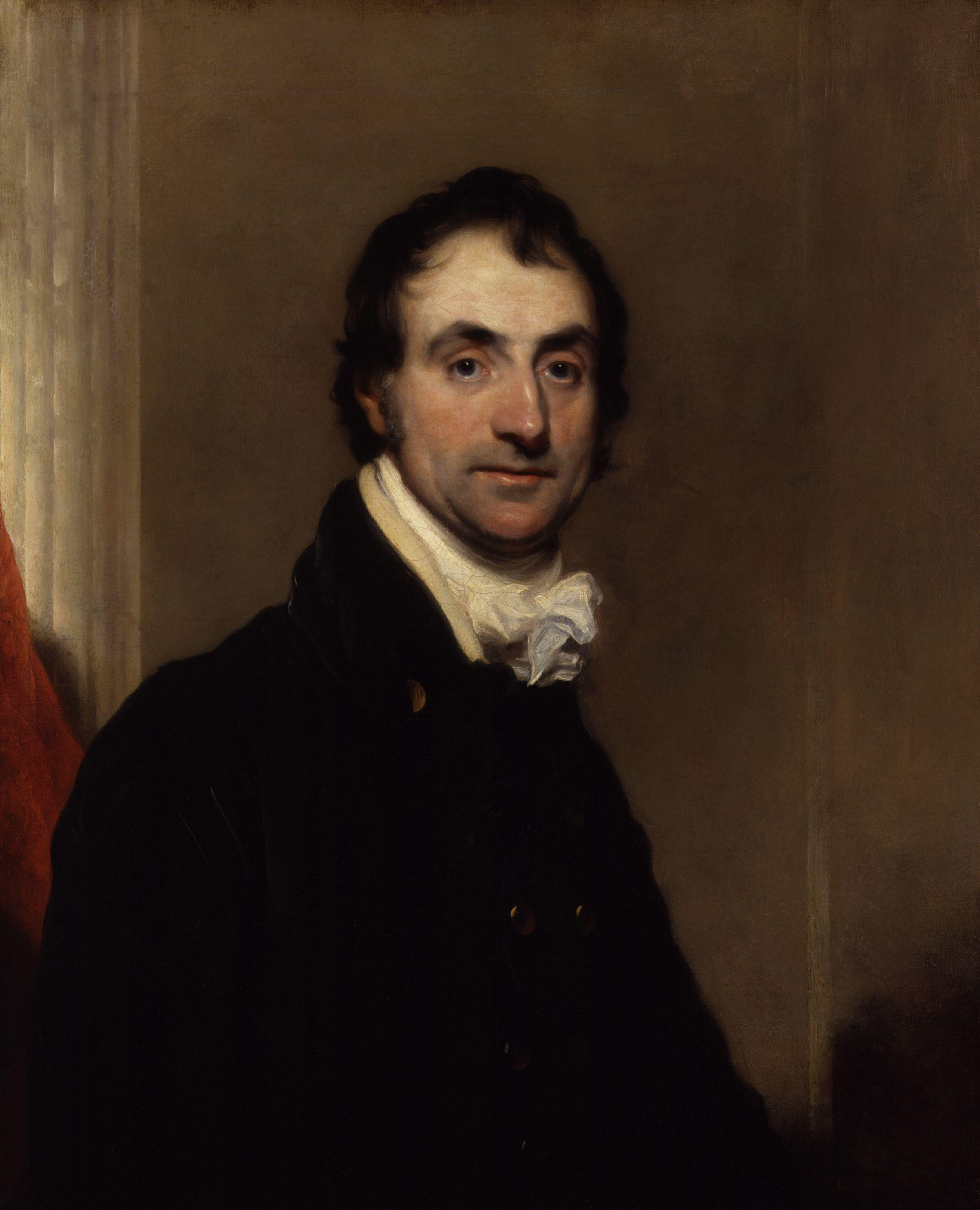
Sharon Turner.

Sharon Turner, född 24 september 1768 i Pentonville, London, död 13 februari 1847 i London, var en engelsk historiker.
Turner var till yrket advokat i London och ägnade all sin lediga tid åt studiet av anglosaxiska handskrifter i British Museum, ett av hans föregångare bland engelska historiker nästan alldeles försummat källmaterial. Synnerligen värdefullt och för sin tid banbrytande blev därför hans på omfattande forskningar vilande verk History of the Anglo-Saxons (4 band, 1799-1805).